# Duília de Mello
Duília Fernandes de Mello (Jundiaí, 27 de novembro de 1963) é uma astrônoma, professora e escritora brasileira, radicada nos Estados Unidos. Atualmente é Vice-Reitora de Estratégias Globais e professora titular de física na Universidade Católica da América (CUA, na sigla em inglês), em Washington nos Estados Unidos.  
Colabora com equipes da NASA desde 1997 e é uma das autoras das imagens das profundezas do universo tiradas com o telescópio espacial Hubble pelas equipes HDF-S, GOODS, CANDELS e UVUDF.
É conhecida como a Mulher das Estrelas e procura inspirar os jovens a seguir carreira científica. É mentora de universitários, jovens e crianças. Em 2013, Duília foi escolhida como uma das 10 mulheres que mudaram o Brasil, pelo Bernard College/Columbia University e, no ano seguinte, foi escolhida pela Revista Época como uma das 100 pessoas mais influentes do país. Em 2016, fundou a Associação Mulher das Estrelas (AME) que desde então já impactou a vida de mais de 30 mil crianças e jovens. Em 2018, ela foi considerada pela revista Tecmundo como gênio número cinco do Brasil.
Desde que se tornou vice-reitora da Universidade Católica da América, Duília assumiu a gerência da Biblioteca Oliveira Lima assim como as demais bibliotecas e coleções especiais da universidade. A Biblioteca Oliveira Lima está localizada na Universidade Católica da América em Washington, D.C., EUA, e é fruto da doação do acervo pessoal do diplomata Manoel de Oliveira Lima, um dos intelectuais mais proeminentes de sua geração.[carece de fontes?]

## Biografia
Duília Fernandes de Mello nasceu em Jundiaí e cresceu no Rio de Janeiro. Começou a se interessar por Astronomia quando ainda era criança, no final da década de 1970. Após concluir o Ensino Médio, Duilia ingressou no curso de bacharelado em Astronomia na Universidade Federal do Rio de Janeiro (UFRJ), onde começou a se dedicar à astrofísica extragaláctica.
Em 1985, iniciou o mestrado no Instituto Nacional de Pesquisas Espaciais (INPE), em São José dos Campos, também na área de astrofísica extragaláctica, mas desta vez se especializando em radioastronomia. Sob orientação de Zulema Abraham, utilizou o radiotelescópio de Itapetinga em pesquisas de galáxias peculiares do hemisfério sul. Defendeu sua dissertação “Estudo de Galáxias Peculiares do Hemisfério Sul” em 1998. No mesmo ano, mudou-se para São Paulo para iniciar o doutoramento no Instituto Astronômico e Geofísico da Universidade de São Paulo (IAG/USP), sob a orientação de Ronaldo Eustáquio de Souza. 
Em 1995 ela concluiu o doutorado. A conclusão principal da sua tese foi a descoberta de populações estelares jovens em galáxias do tipo elíptica que estão acompanhadas de galáxias espirais. O processo de colisão entre as galáxias foi utilizado para explicar essas populações estelares.
Fez pós-doutorados no Observatório Interamericano de Cerro Tololo, no Chile, no Observatório Nacional, no Rio de Janeiro, e no Instituto do telescópio espacial Hubble, Space Telescope Science Institute, nos Estados Unidos, onde integrou a equipe original do Starburst99 liderada pelo Dr. Claus Leitherer.
Em 1999 ela foi para a Universidade de Chalmers na Suécia para trabalhar Observatório Espacial de Onsala como professora assistente.  Ela retornou para os EUA em 2003 como pesquisadora associada da Universidade Católica da América (CUA, na sigla em inglês), em Washington DC nos Estados Unidos, afiliada à NASA, Goddard Space Flight Center. Em 2008 ela foi contratada como professora associada do Departamento de Física da CUA, onde hoje é professora titular.
Duilia possui larga trajetória em divulgação científica. Já foi colunista da revista Superinteressante e do Jornal O Globo. Atualmente escreve a coluna “Mulheres das Estrelas” para a revista Galileu. É autora de dois livros voltados para o público infantil e juvenil.
Como palestrante, Duília já participou de vários eventos de grande projeção no Brasil, como a Campus Party, Preparadão Universia, TEDxUFRJ e TEDxSãoPaulo.
Conta com inúmeras participações e entrevistas nas principais emissoras de televisão brasileira, como Bandeirantes, Globo, GloboNews e TV Cultura. Em 2022, sua história foi apresentada no quadro "Mulheres Fantásticas" do programa Fantástico.
É casada com o astrônomo Tommy Wiklind. Fala português, inglês, espanhol e um pouco de sueco.

## Descobertas
A cientista foi responsável pela descoberta da Supernova SN 1997D. Esta descoberta se deu no Chile, no dia 14 de janeiro de 1997.
Participou da descoberta das Bolhas azuis, conhecidas como "orfanatos de estrelas" por darem origem a estrelas fora das galáxias.
Em 2013, a cientista participou da descoberta da maior galáxia espiral do universo, a galáxia do Côndor (NGC6872).

## Prêmios
Em 2013, ela foi homenageada pelo Barnard College/Columbia University e incluída na lista Women Changing Brasil (10 mulheres que estão mudando o Brasil).
Em 2014 ela ganhou o Prêmio Diáspora Brasil na categoria Profissional do ano de 2013 em Tecnologia, Informação e Comunicação, concedido pelo Ministério de Relações Exteriores e pelo Ministério de Indústria e Comércio. No mesmo ano, foi selecionada pela revista Época como uma das 100 pessoas mais influentes do Brasil.
Em 2017 ela foi considerada uma das 17 mulheres que fizeram a diferença pelo UOL. Em 2020 ela ganhou a Ordem do Rio Branco.
Em outubro de 2020, foi condecorada com a Ordem de Rio Branco, no grau de Oficial.
Em 2022, integrou a lista de 50 nomes que chegaram à maturidade com mais poder, relevância, influência e sabedoria da revista Forbes.
Em 2024, foi condecorada com a Medalha Mérito Santos-Dumont da Força Aérea Brasileira por serviços prestados à instituição, em cerimônia realizada na Catholic University of America, em Washington, D.C. 

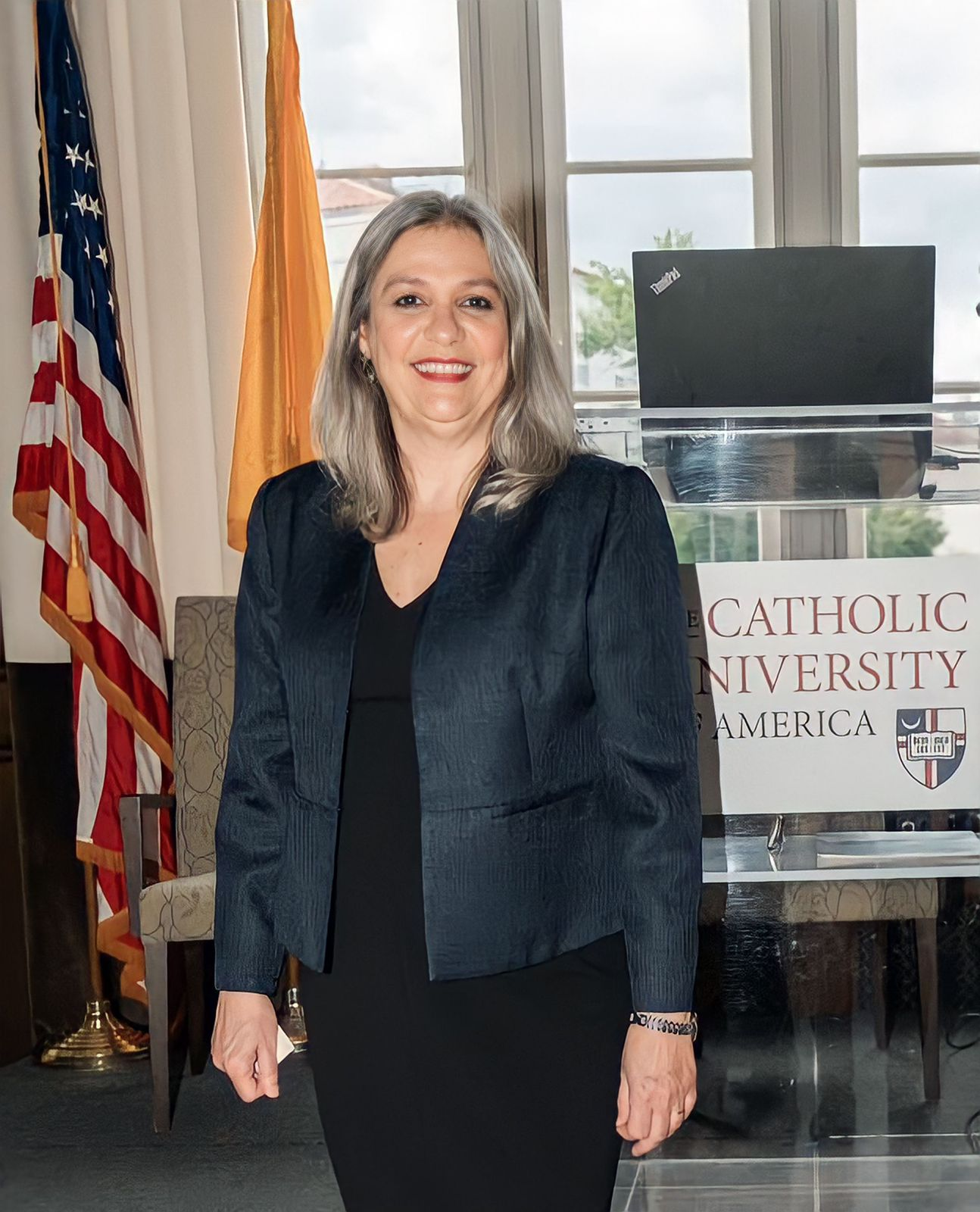

## Experiência profissional
- Pesquisadora associada do Goddard Space Flight Center desde março de 2003, e professora da Universidade Católica da América, Estados Unidos, desde agosto de 2008.
- Cientista visitante do Departamento de Física e Astronomia da Johns Hopkins University, Estados Unidos, desde setembro de 2002.
- Professora assistente da Chalmers University of Technology, Observatório de Onsala, Suécia, de março de 2000 a março de 2003.
- Pós-doutora no Space Telescope Science Institute, Estados Unidos, de maio de 1997 a agosto de 1999.
- Recém-doutora no Observatório Nacional, Brasil, de janeiro de 1996 a abril de 1997.
- Pós-doutora no Cerro Tololo Interamerican Observatory, Chile, de fevereiro de 1995 a janeiro de 1996.

## Publicações
Em 2009, lançou o livro Vivendo com as Estrelas, que conta a história de sua trajetória profissional, o dia a dia de um astrônomo e explica o que se fazer para se tornar um profissional da área. Ela escreve livros infantis e publicou online o livro As Aventuras de Pedro, uma Pedra Espacial.